# PGC 1112558
LEDA/PGC 1112558 ist eine Galaxie im Sternbild Walfisch südlich der Ekliptik und ist mehr als 1,5 Milliarden Lichtjahre von der Milchstraße entfernt. Im selben Himmelsareal befinden sich u. a. die Galaxien NGC 227, NGC 331, NGC 245.